# Geografia da Hungria

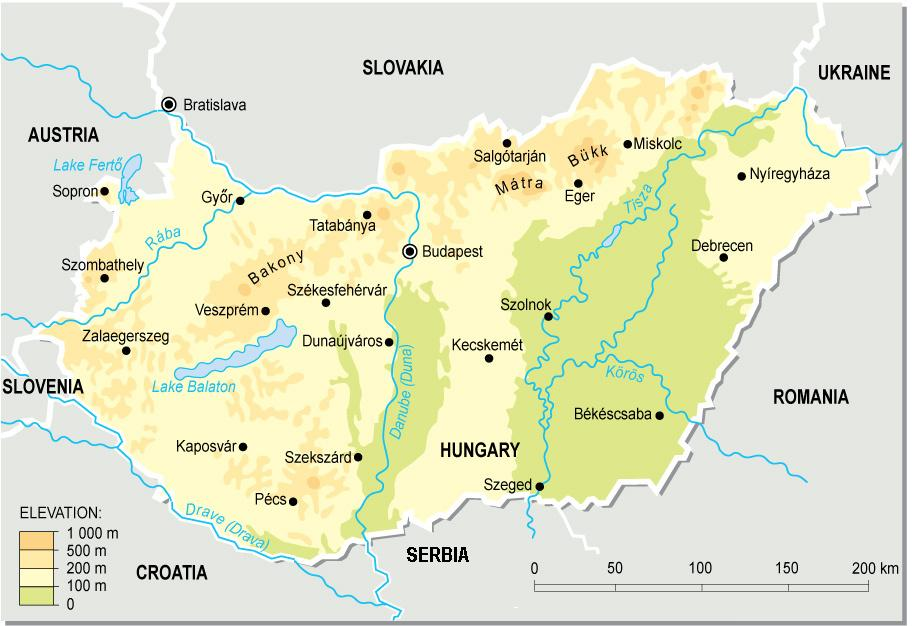
Topografia da Hungria

A paisagem húngara consiste principalmente das planícies planas a onduladas da bacia carpática, com colinas e montanhas baixas no norte, ao longo da fronteira eslovaca (o ponto mais alto é o Kékes, com 1 014 m). A Hungria divide-se em duas pela sua via fluvial principal, o Danúbio (Duna). Outros rios importantes são o Tisza e o Drava, Enquanto a metade ocidental contém o grande lago Balaton. O maior lago termal do mundo, o lago Hévíz (Hévíz Spa), situa-se na Hungria. O segundo maior lago na bacia carpática é o lago lago Tisza (Tisza-tó)[carece de fontes?].